# Elaphoidella serbica
Elaphoidella serbica is een eenoogkreeftjessoort uit de familie van de Canthocamptidae. De wetenschappelijke naam van de soort is voor het eerst geldig gepubliceerd in 1988 door Petkovski & Brancelj.